# Toucan à capuchon
Andigena cucullata
Espèce
Statut de conservation UICN

 LC  : Préoccupation mineure
Synonymes
- Pteroglossus cucullatus (Protonyme)

Le Toucan à capuchon (Andigena cucullata) est une espèce d'oiseaux appartenant à la famille des Ramphastidae. Son aire de répartition s'étend sur la Bolivie et le Pérou. C'est une espèce monotypique.
Le mâle adulte a une tête de couleur noire, la nuque est entourée d'une bande gris-bleu, comme les côtés du cou. Ses plumes sont brun-olives, jaunes et vertes. La femelle adulte est un plus petite et son bec est plus court.

## Liens externes

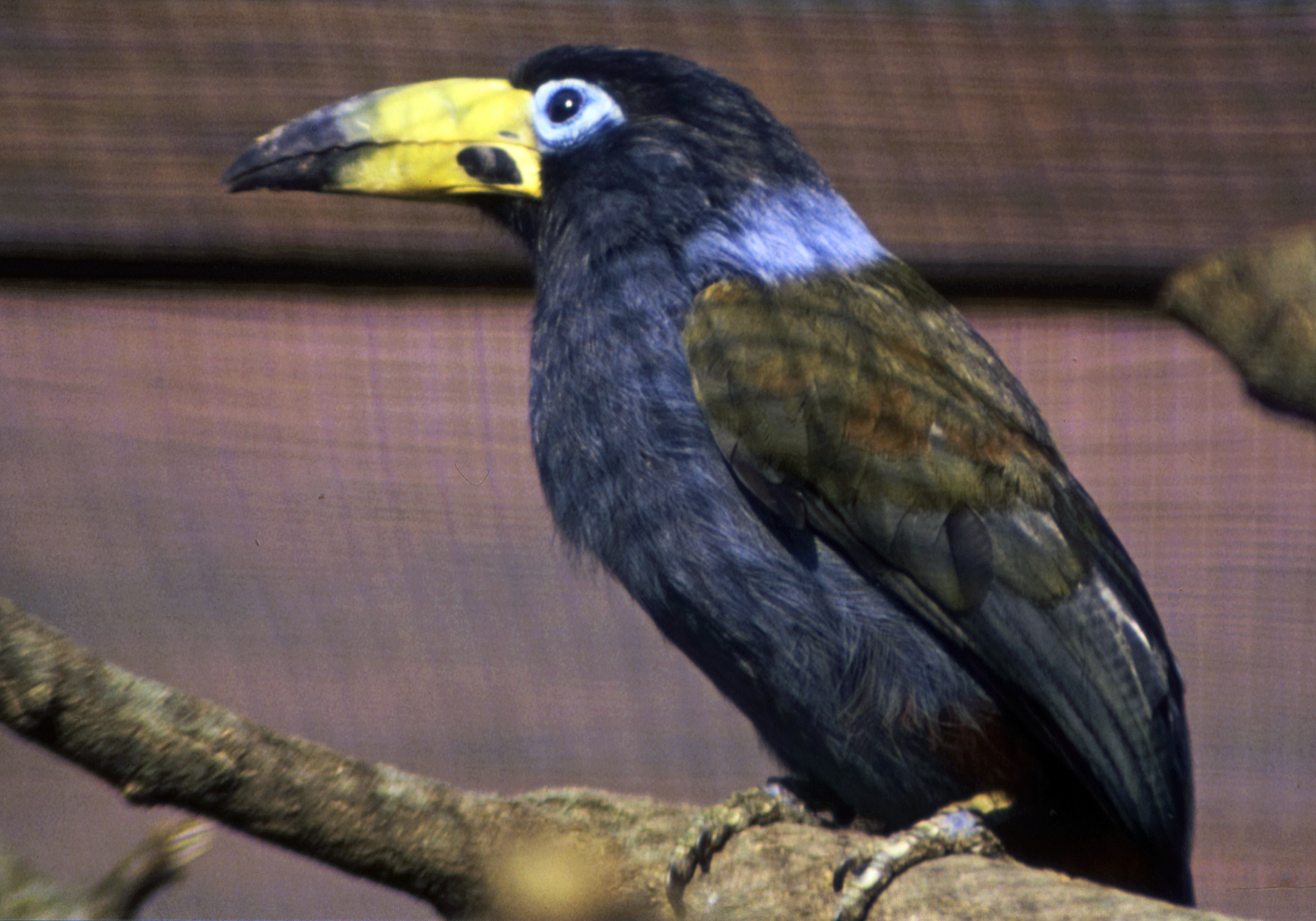
Un spécimen au parc ornithologique de Walsrode.